# 地下車站

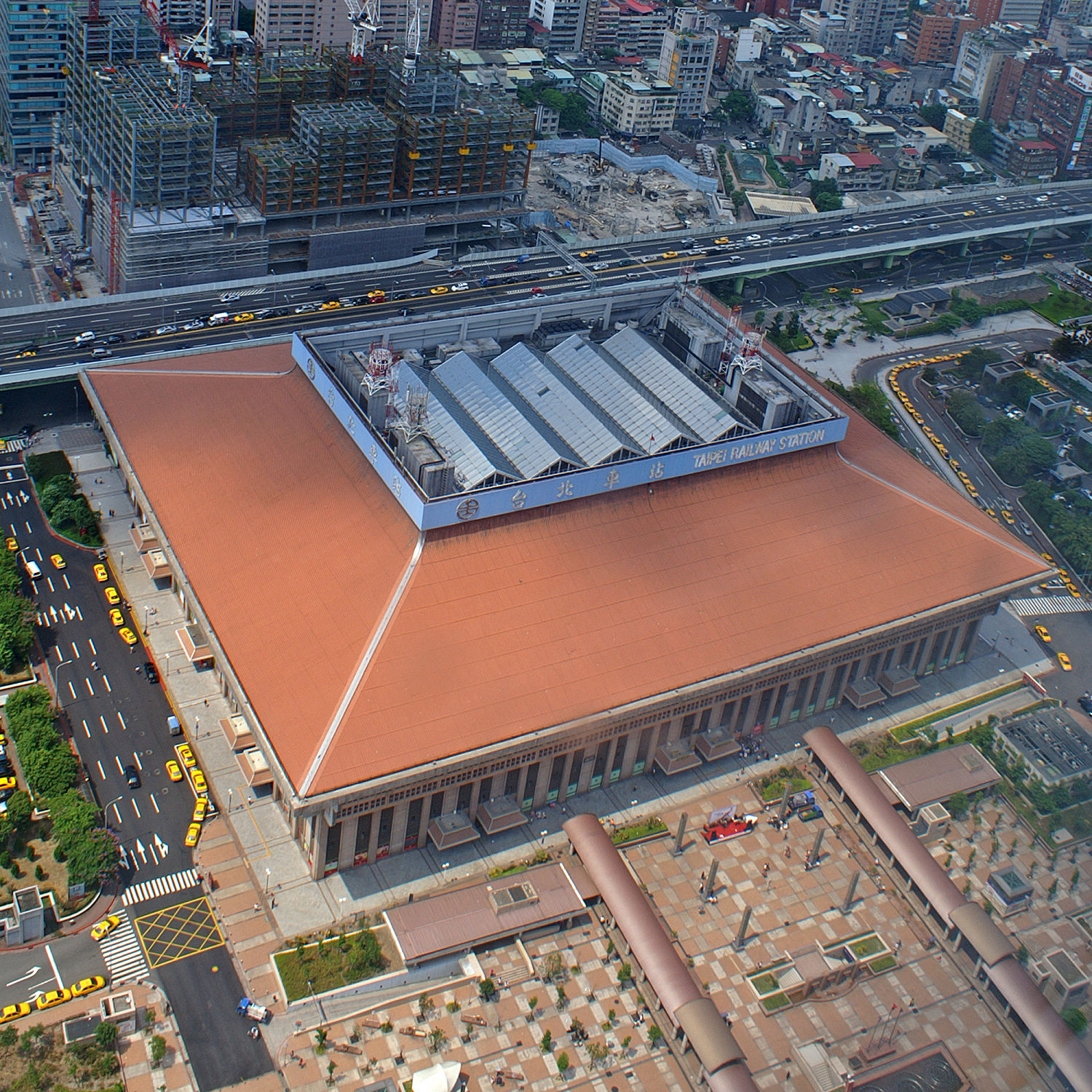
臺灣臺北市臺北車站是多鐵共構的地下車站

地下站，即地下車站，是铁路车站的一种分类模式，指月台位於深挖地面以下的鐵路車站。其相对概念为地上站。
臺北市的臺北車站是一个典型的地下铁路车站。地下車站泛指所有位於地底的鐵路車站，包括捷運（地鐵）等城市軌道交通的地下車站。

## 特徴
地段徵收、地面建築的拆遷工程、地底設施的遷移工程、購置鑽挖機等經常是導致地下車站建設費用非常高的原因。由於通風、照明等需求，地下車站啟用後的經營成本亦較地面或高架車站昂貴。然而將車站建於地下或高架橋上可以減少佔用地面、減少與地面道路形成的平交道，因此有些鐵路線位於城市中心的部分路段是地下化或高架化的。儘管將鐵路地下化的成本較高架化高，鐵路地下化可以減少列車帶來的噪音，地下車站受惡劣天氣（如大風、暴雨、大雪等）影響的機會亦較小。
另一些並非位於城市內的地下車站則設於穿越山脈或其他地形的鐵路隧道內。此外，連接機場的城際鐵路或地鐵亦普遍於機場地底設站，以免列車軌道阻礙航機升降及其他航空設施。
地下構造物在廣義上也包含了切土，但是一般認知上通常用於稱呼在既有的建筑或土石结构中挖出来的隧道，車站設施設置其內是為地下車站。
換乘站或轉乘站則可能只有單一或部分路線的月台位於地底，而其餘路線的月台則位於地面或高架橋上。

## 地下化程度

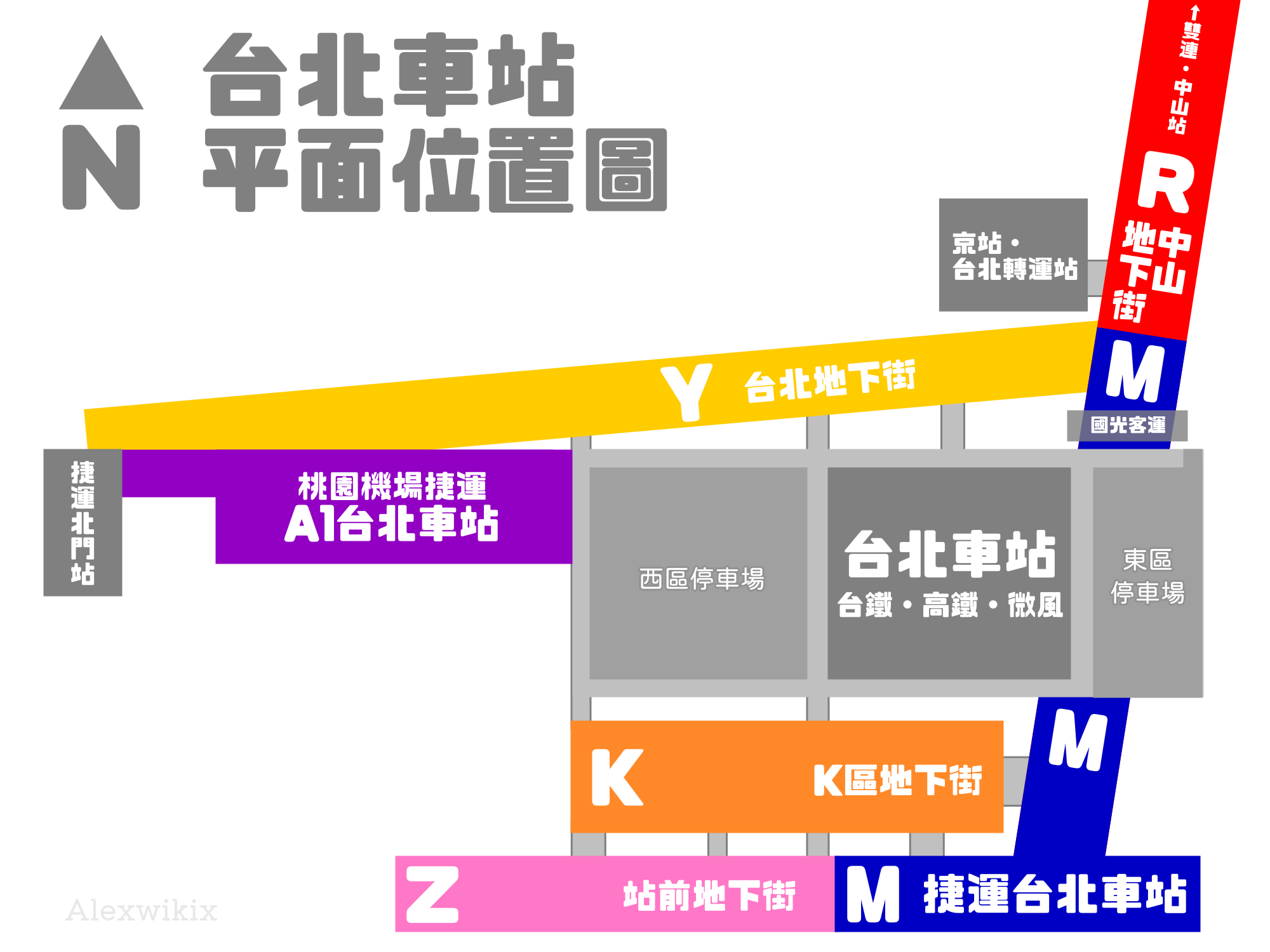
台北市台北車站及周遭地下街

有些地下車站的月台、驗票大堂及售票處均位於地下空間，並將車站出入口與鄰近建築物的地下樓層連結。部分車站則於地面設立獨立的出入口，使乘客不必經過任何大廈就可進入車站。部分車站地面上的空間非常廣大，甚至有多層複合構造；也有地下車站與周圍的捷運站、地下街、百貨商場連結，如台北車站和台北地下街、中山地下街、站前地下街及K區地下街等四條地下街相連通，再加上以地下通道相互連結的臺北轉運站、桃園捷運台北車站、中山站、雙連站、北門站等，形成一個巨大的多鐵共構地下車站，台北車站有極為複雜的地下通道網絡通道。
地下化程度較少的地下車站則只有月台位於地底，其餘設施均位於地面。這類地下車站多數因為站體由明挖回填方式建造，或因為車站接近鐵路隧道出口，所以月台位於地下較淺層的位置。例子包括倫敦地鐵皮卡迪利線的豪恩斯洛西站，及珀斯通勤鐵路機場線的機場中央站。
月台設在切土或路塹上的車站，月台位置低於地面。雖然此類車站屬向地面開放的設計，若車站所處的路塹深度較深，月台的水平與地面差距較大，亦會被歸類為地下車站。

## 地下車站（地鐵或捷運）
為了節省城市中心珍貴的地面空間，地鐵路線位於市中心的路段普遍位於地底或高架橋上。部分地鐵站由於月台層被完全 / 幾乎完全密封，或會讓乘客誤以為月台位於地底。

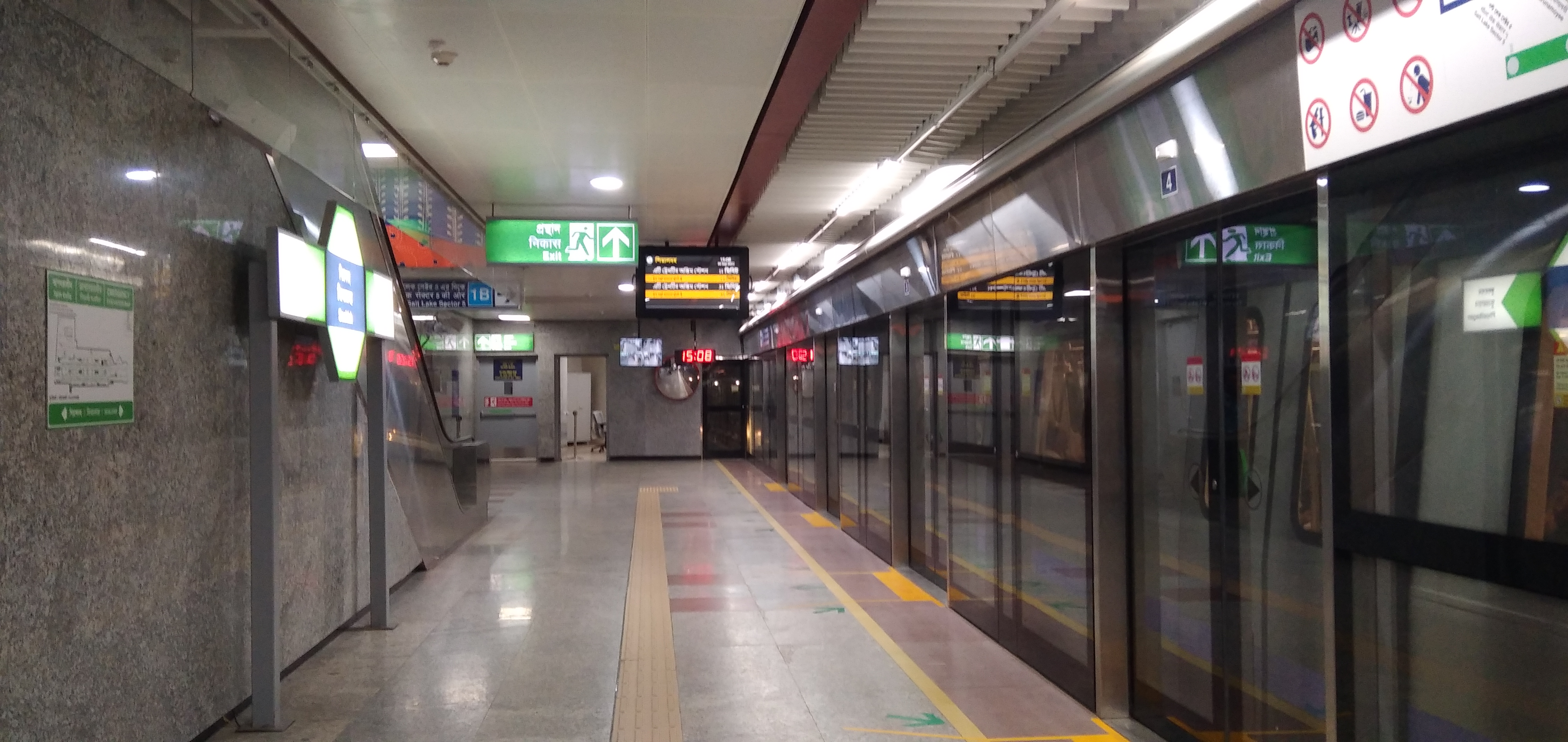
印度加爾各答地鐵2號線錫爾達（Sealdah）站月台
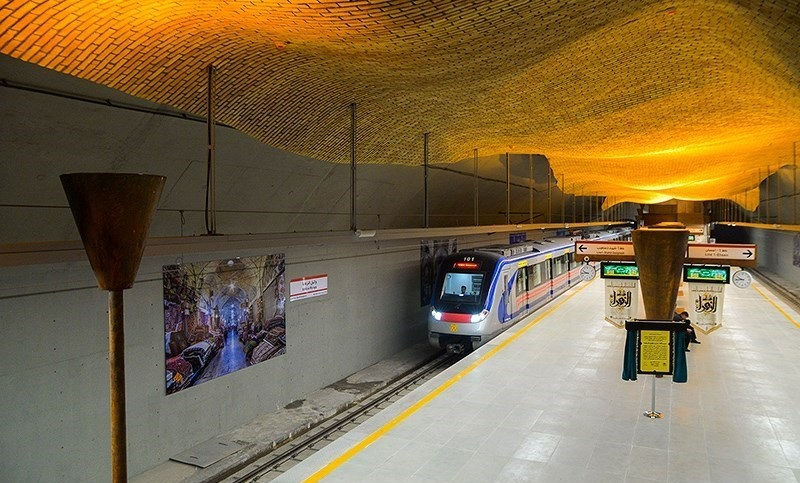
伊朗設拉子地鐵Vakil Roaya站（於2020年啟用）地下月台
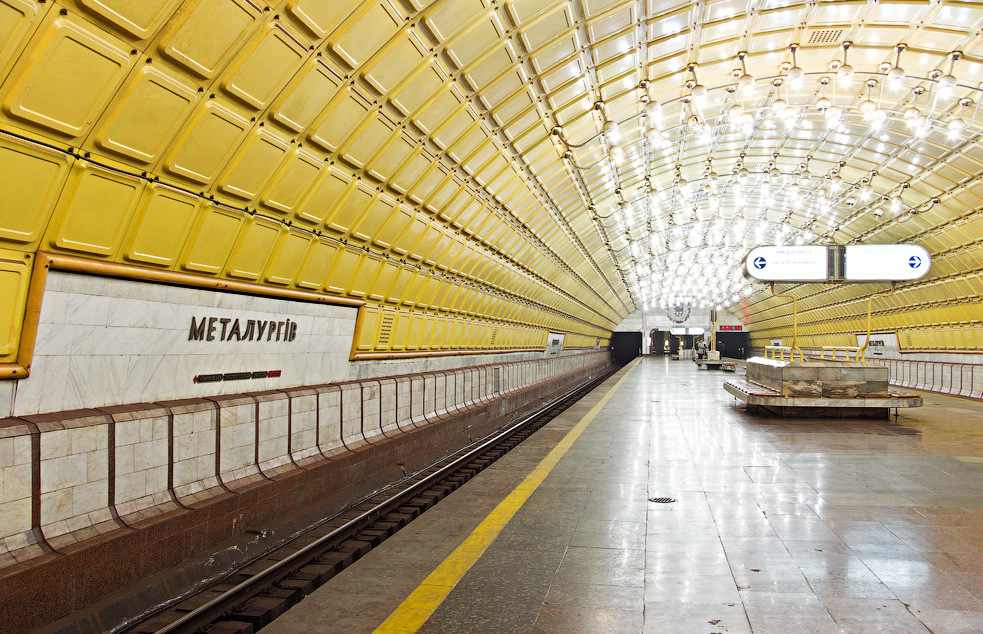
烏克蘭聶伯城地鐵Metalurgiv站
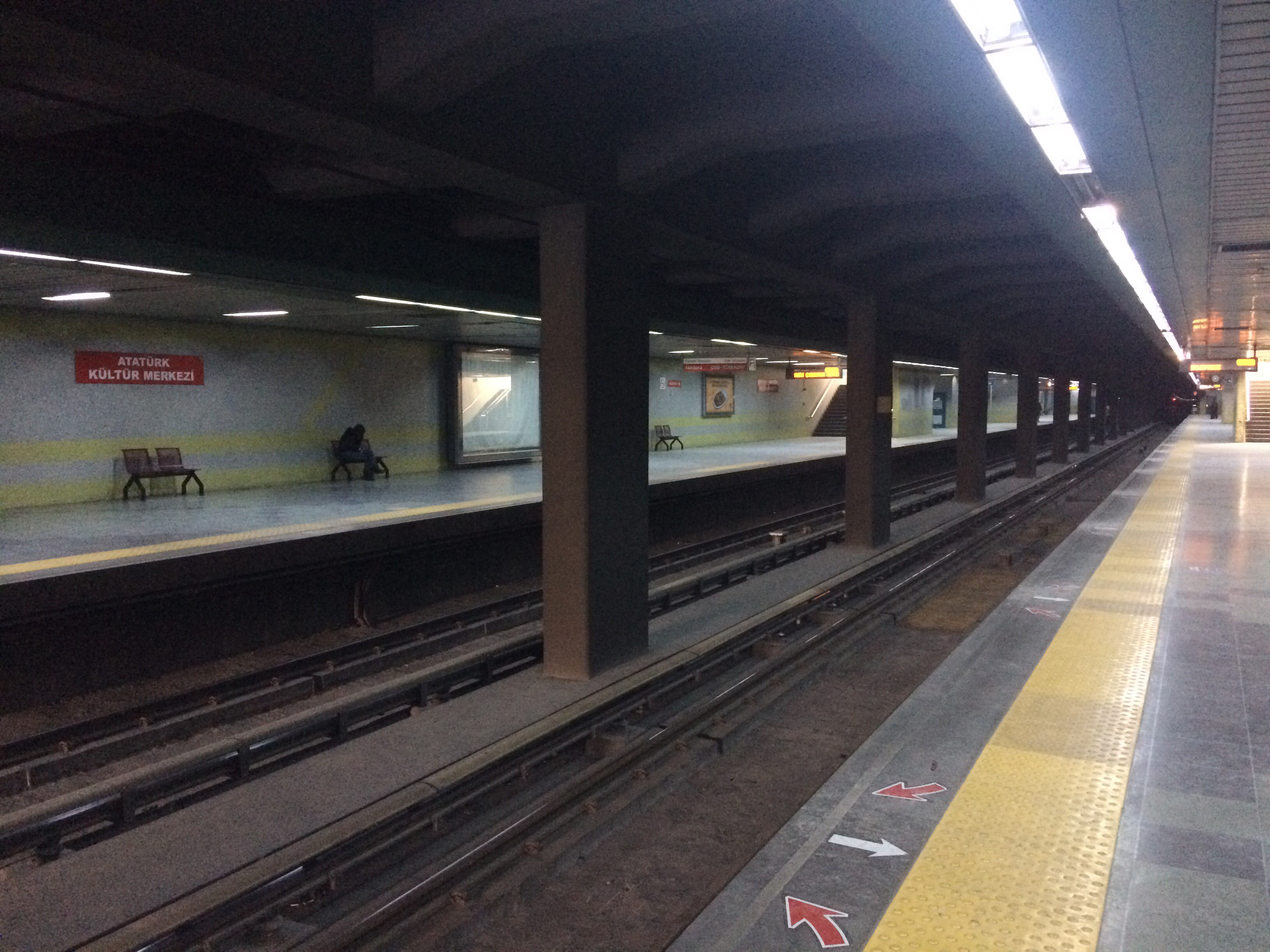
土耳其安卡拉地鐵阿塔圖爾克文化中心站，為1及4號線的換乘站
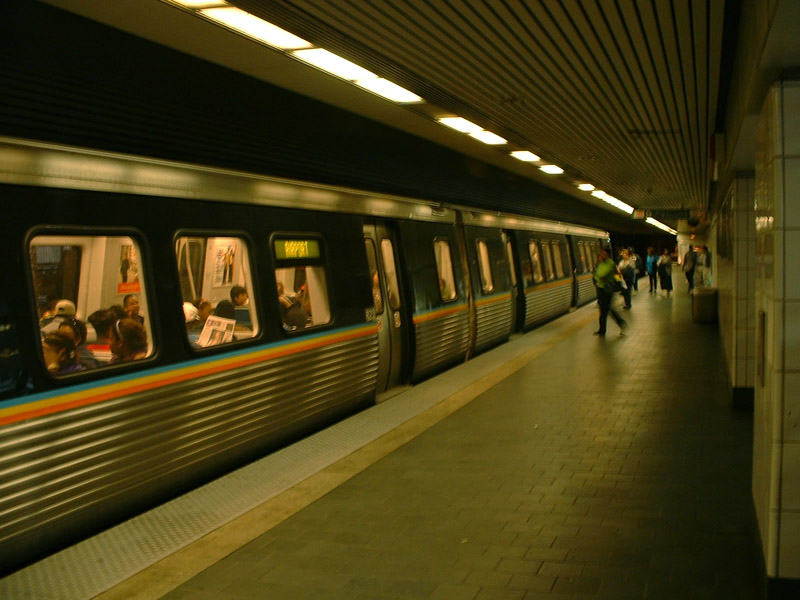
美國亞特蘭大地鐵市政中心站
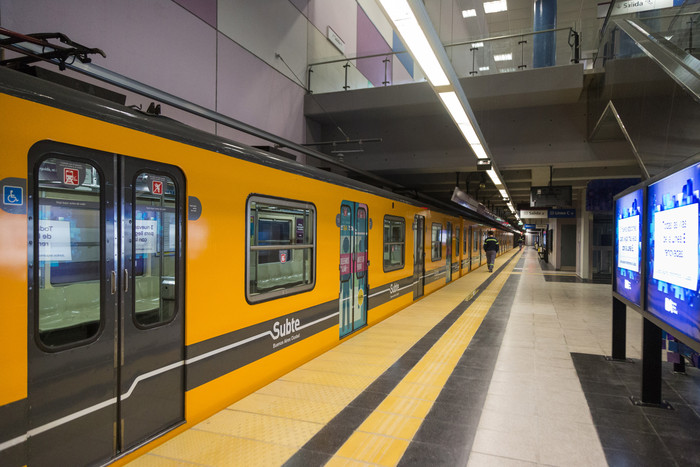
阿根廷布宜諾斯艾利斯地鐵雷蒂羅站月台（E線）

## 地下車站（電車或輕軌）
部分電車或輕軌路線位於市中心的路段亦會設於地底，從而減少電車或輕軌列車對地面交通造成的影響。部分於市中心設有地下路段、曾規劃日後會升級為地鐵系統的電車或輕軌系統屬於準地鐵，如比利時安特衛普的準地鐵。

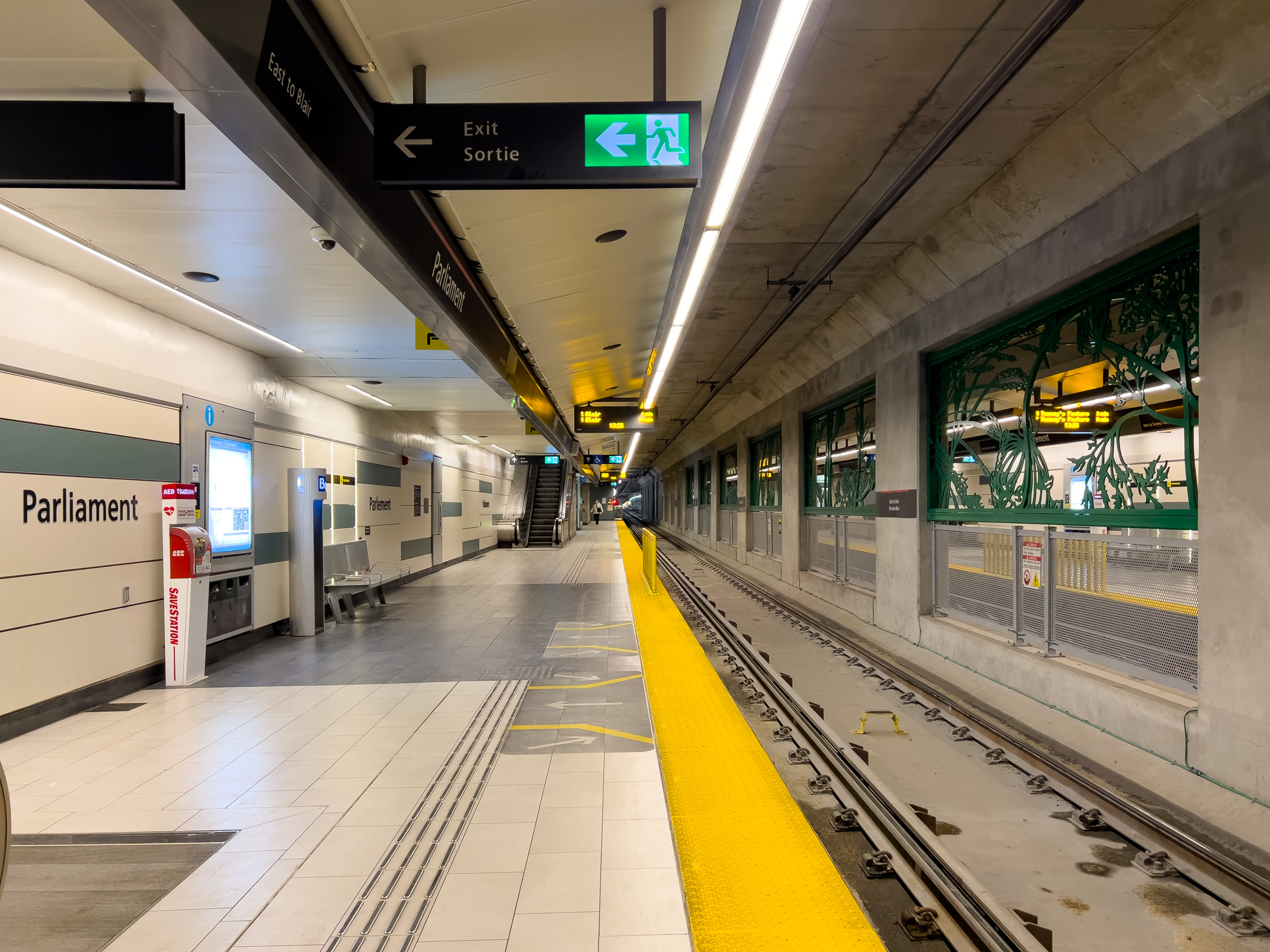
渥太華輕鐵1號線國會站
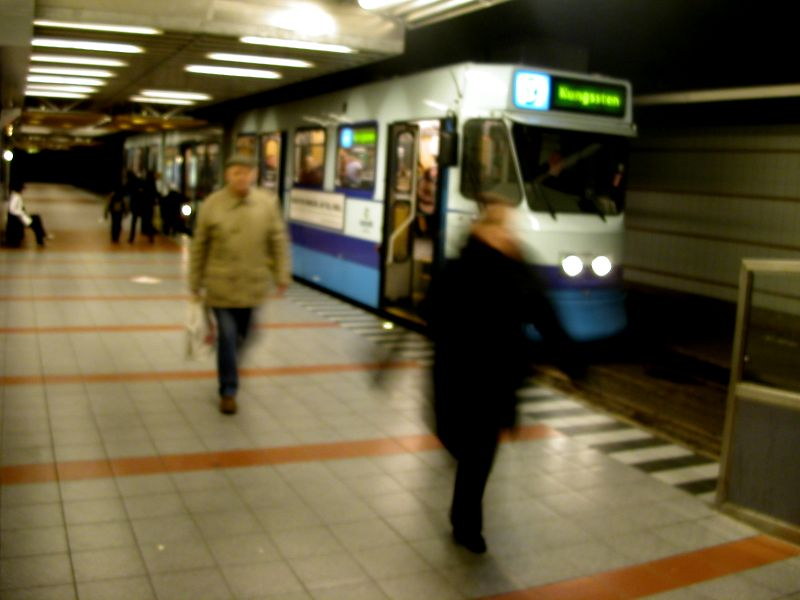
哥德堡電車Hammarkullen站，是該系統兩個地下車站之一
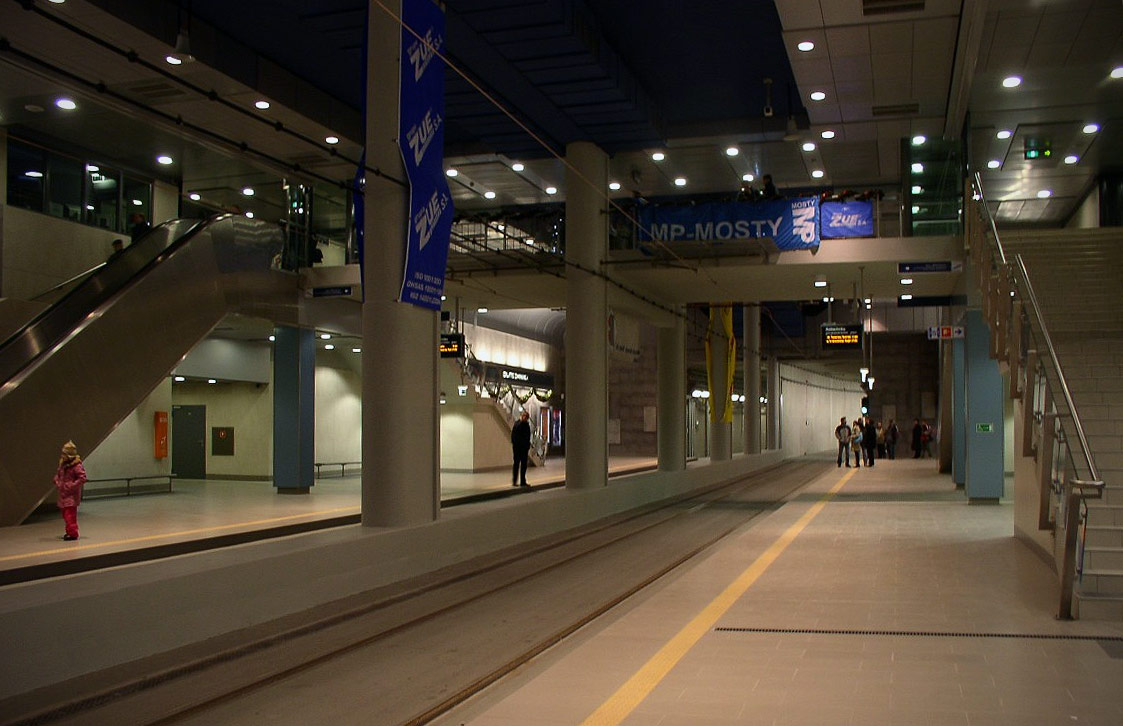
克拉科夫電車理工站地下月台，位於穿越克拉科夫火車總站地底的電車隧道內
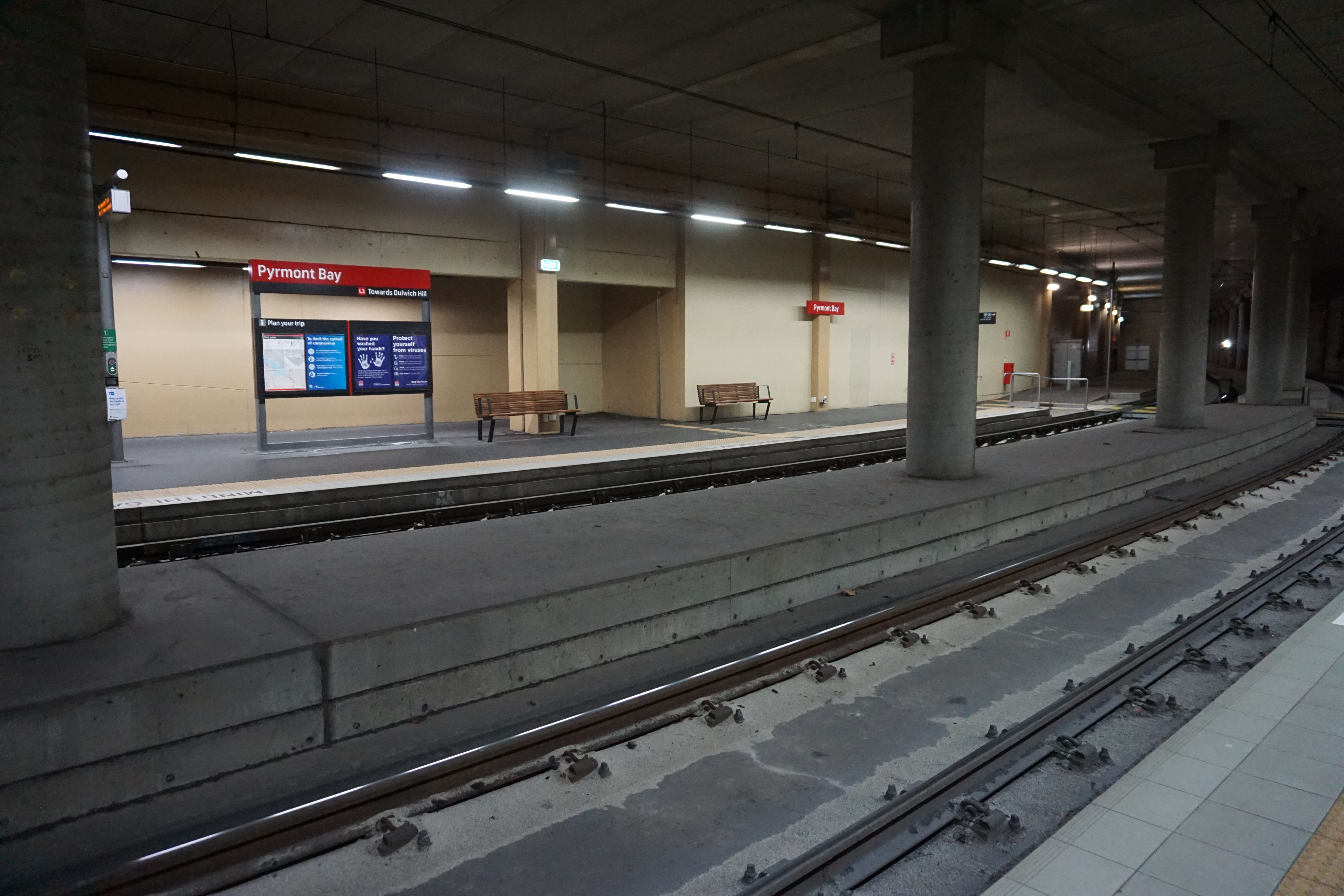
悉尼輕軌L1 達利奇山線派爾蒙特灣站
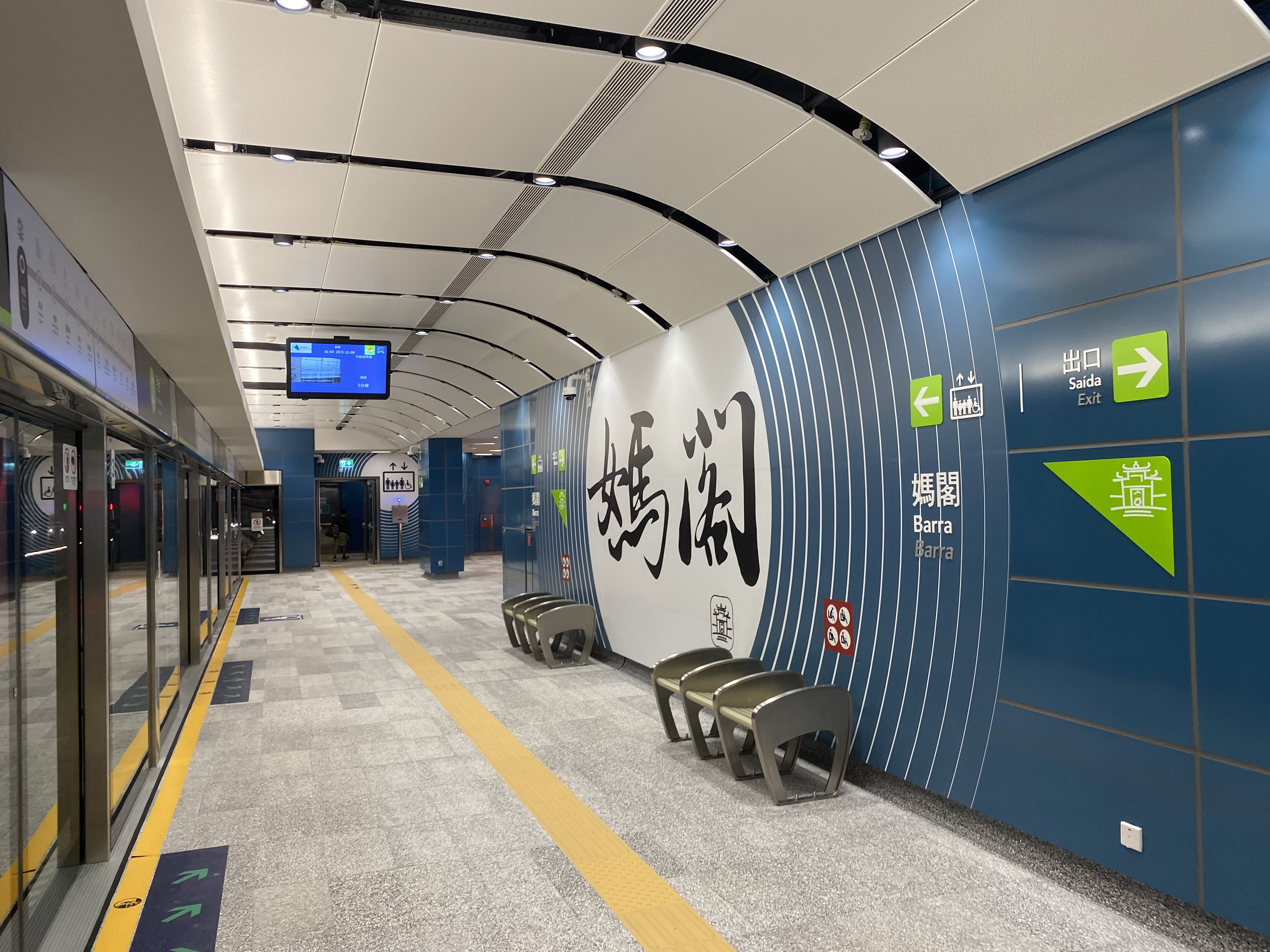
澳門輕軌氹仔線媽閣站

## 地下車站（齒軌鐵路）

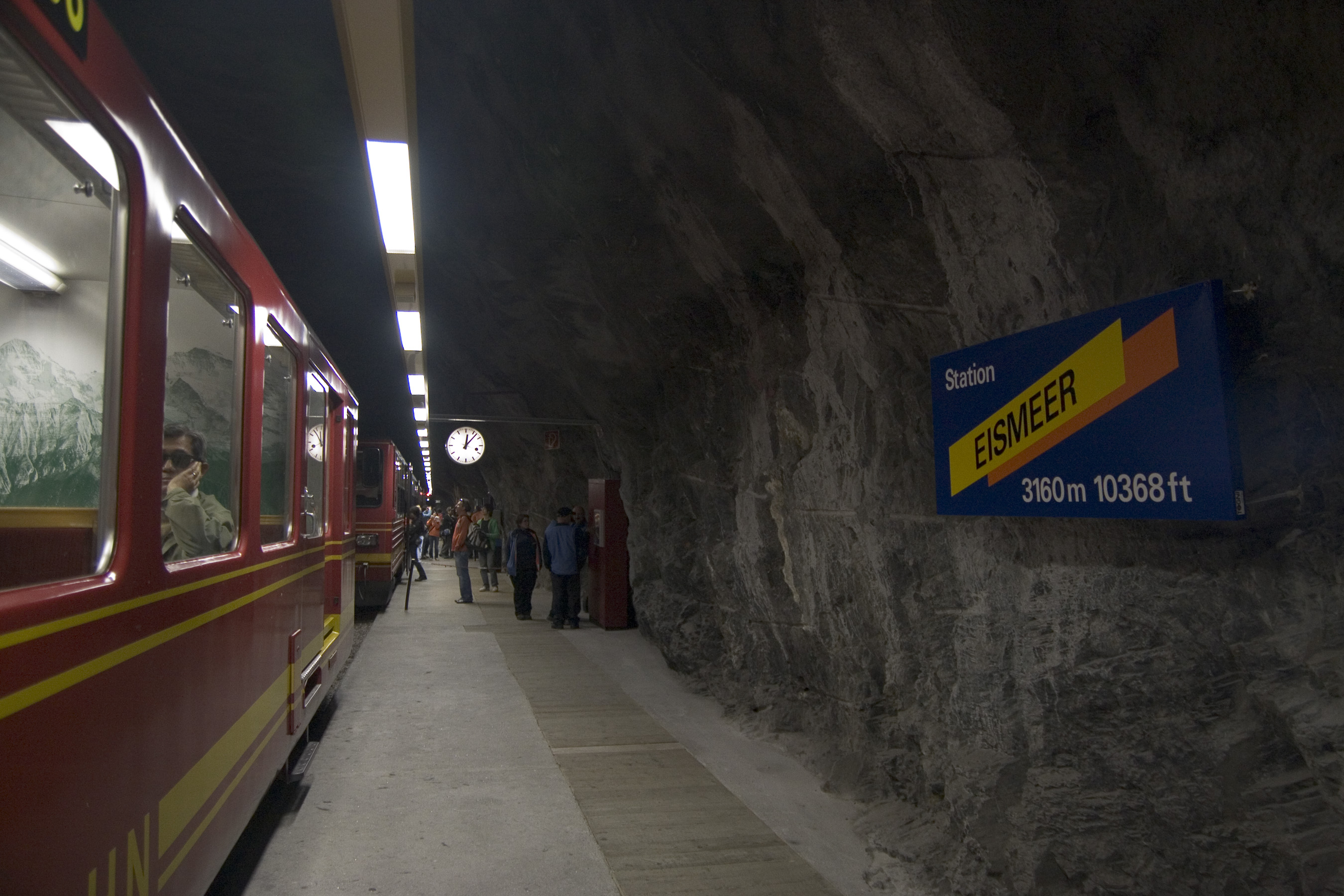
少女峰鐵路冰海（Eismeer）站，海拔達3,159米

為了遷就地形，歐洲部分齒軌鐵路的車站亦會設於地底。例子包括：
- 瑞士少女峰鐵路：少女峰山坳、冰海（Eismeer）
- 德國楚格峰鐵路：楚格峰高原（Zugspitzplatt）

## 地下車站（傳統鐵路或高速鐵路）
以下為世界各地的地下車站例子：

### 城際鐵路站 / 高速鐵路站
- 英國倫敦：
  - 泰晤士連線：城市泰晤士連線

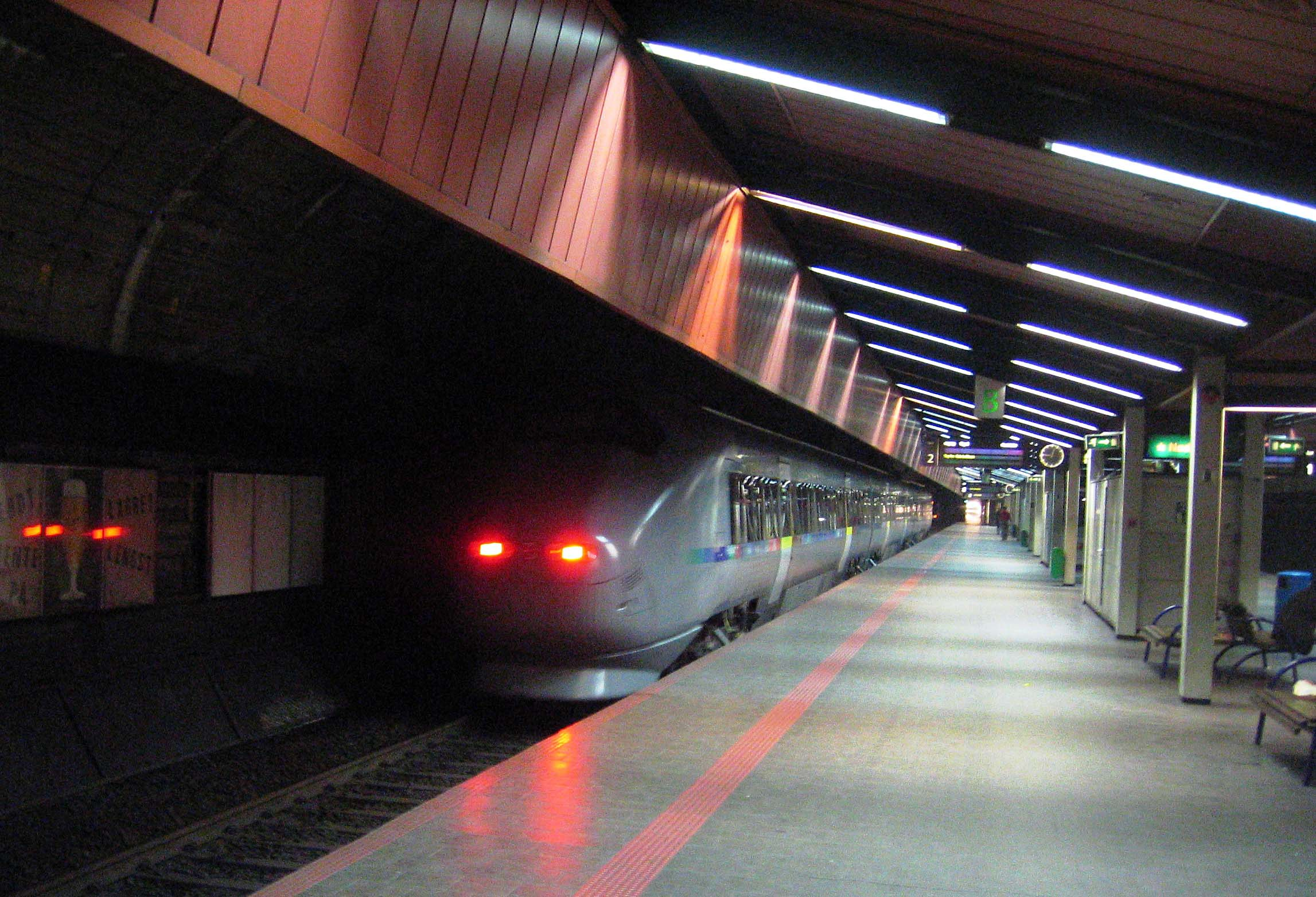
正於挪威奧斯陸國家劇院站地下月台停靠的一列挪威國鐵71型電力動車組

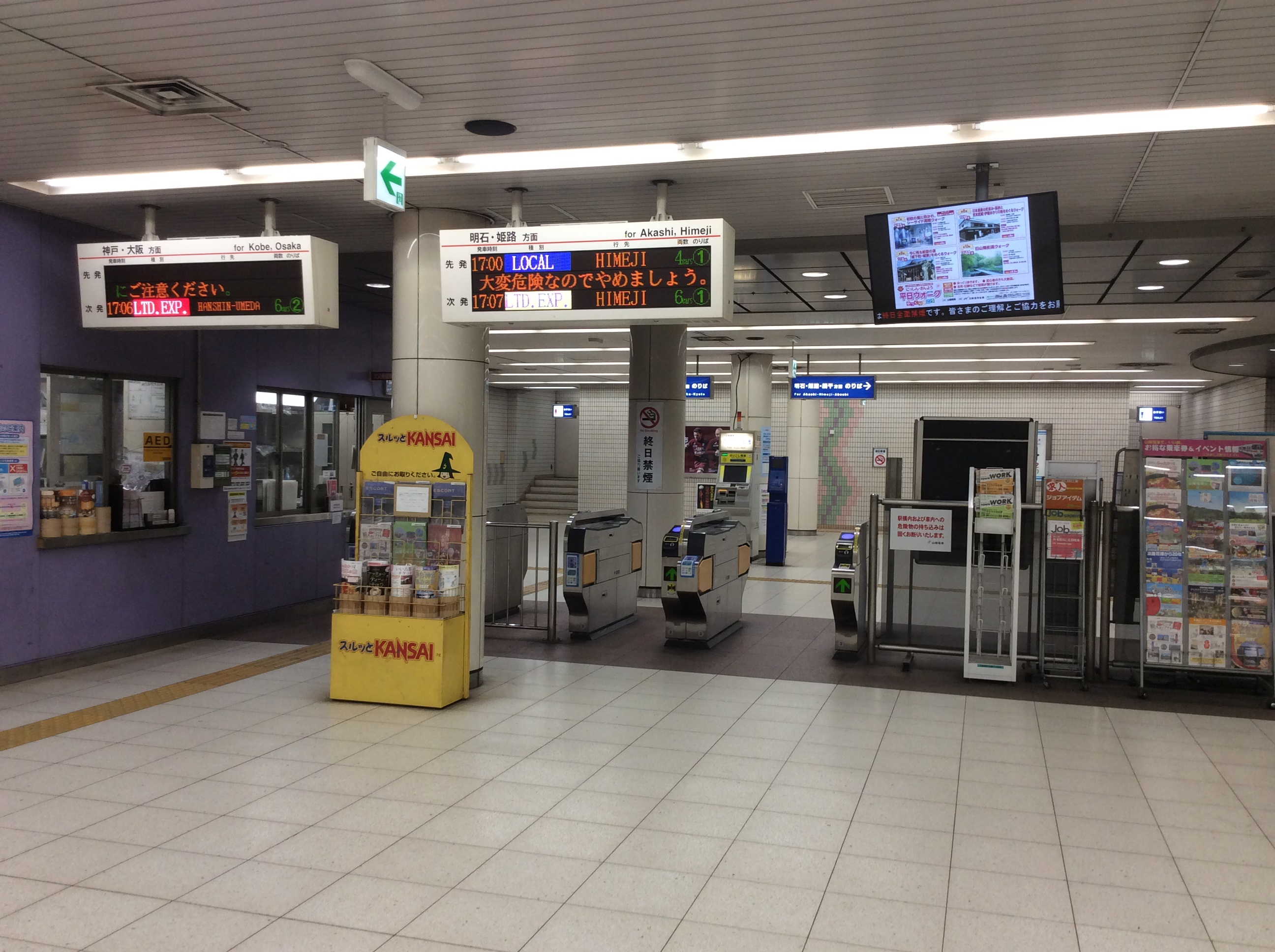
神戶西代車站位於地下的驗票閘口

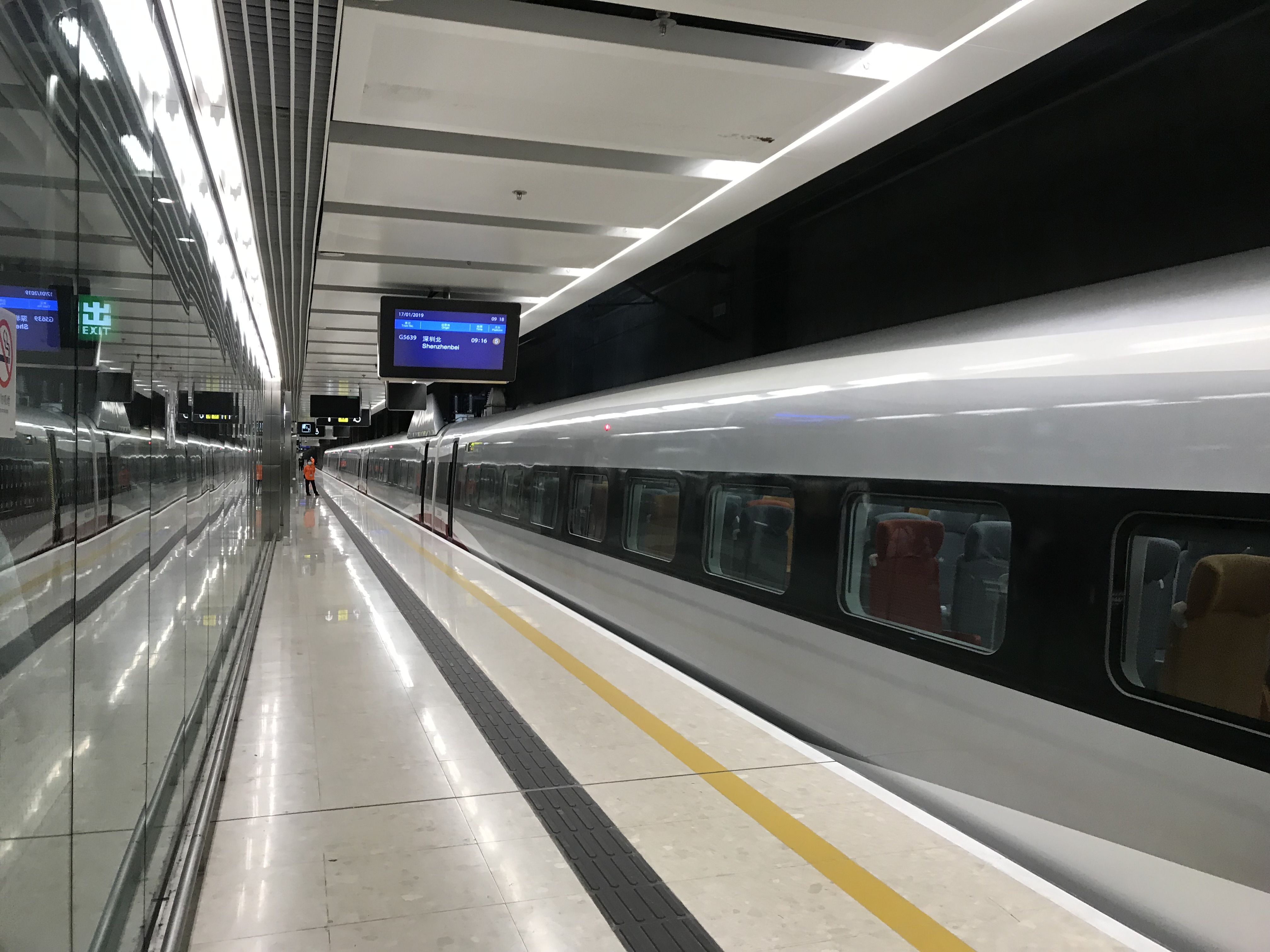
廣深港高速鐵路香港西九龍站月台，旁邊停靠一列港鐵動感號高速電聯車

  - 北城市線：高貝里及伊斯靈頓、埃塞克斯路、老街、沼澤門
  - 伊利沙伯線：帕丁頓、龐德街、托登罕宮路、法靈頓、利物浦街、白教堂、金絲雀碼頭、伍利奇
- 台灣：台灣最重要的地下車站是位於首都台北市的台北車站。
  - 台鐵：
    - 臺北地下段：南港、松山、台北、萬華

  - 台灣高鐵：南港、台北、板橋、桃園
- 日本：目前只有上野車站擁有新幹線地下月台，其餘車站的新幹線月台均為地面或高架。雖然如此，不少私鐵、JR路線於大城市中心的路段均位於地底，並設有地下車站/月台。以下只列出部分例子。
  - JR東日本：土合（位於群馬縣，越後湯澤方面月台位於新清水隧道內[3]）
    - 東京
      - 總武快速線、橫須賀線：馬喰町、新日本橋、東京、新橋
      - 京葉線：東京、八丁堀、越中島
      - 埼京線、川越線：大宮

  - JR西日本
    - 大阪 JR東西線：加島、御幣島、海老江、新福島、北新地、大阪天滿宮、大阪城北詰

  - 京阪電氣鐵道京阪本線（地下路段分別位於大阪、京都市中心）：
    - 大阪端：中之島、渡邊橋、大江橋、淀屋橋、北濱站、天滿橋
    - 京都端：七條、清水五條、祇園四條、三條（接續鴨東線：神宮丸太町、出町柳）

  - 阪急電鐵京都本線（只有京都市中心路段位於地下）：西院、大宮、烏丸、京都河原町
  - 神戶高速線（由阪神電氣鐵道・阪急電鐵・神戶電鐵三家私鐵運營）：西代、高速長田、大開、新開地、高速神戶、花隈、西元町、元町
  - 阪神電氣鐵道阪神本線：元町、神戶三宮、春日野道
- 西班牙馬德里－巴塞隆拿高速鐵路：巴塞隆納聖徒、埃爾普拉特
- 挪威奧斯陸：國家劇院
- 以色列耶路撒冷（特拉維夫－耶路撒冷鐵路）：伊扎克·納馮
- 中國大陸：高速鐵路客運專線或普速鐵路較少設置地下車站。
  - 長琿城際鐵路：龍嘉
  - 京張城際鐵路：八達嶺長城
  - 京津城際延伸線：濱海
  - 京雄城際鐵路：大興機場
  - 成都市域鐵路成灌線離堆支線：迎賓路、離堆公園
  - 長株潭城際鐵路：谷山、八方山、觀沙嶺、開福寺、樹木嶺、香樟路、湘府路、洞井
  - 廣佛環線：花城街、花山鎮、白雲機場北
  - 广惠城际铁路：西平西、東城南、寮步、松山湖北、大朗鎮、常平南、龍豐、西湖東、雲山、小金口
  - 珠機城際鐵路：灣仔北、十字門、橫琴北、横琴、珠海長隆
  - 穗深城際鐵路：厚街、虎門北、虎門東、深圳機場北、深圳機場
  - 廣深港高速鐵路：福田、香港西九龍

### 通勤鐵路站

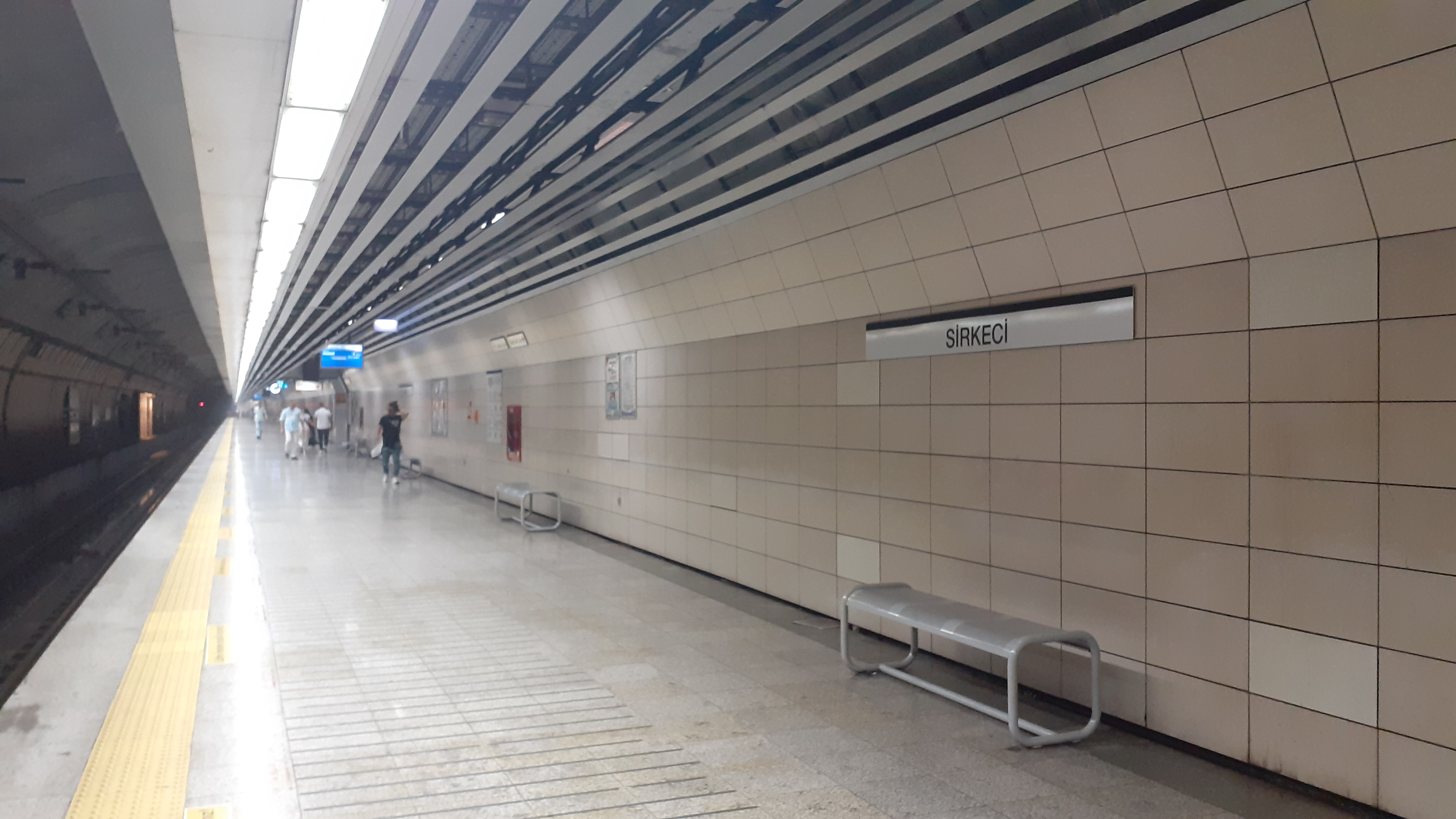
土耳其伊斯坦堡馬爾馬拉鐵路錫爾凱吉車站月台

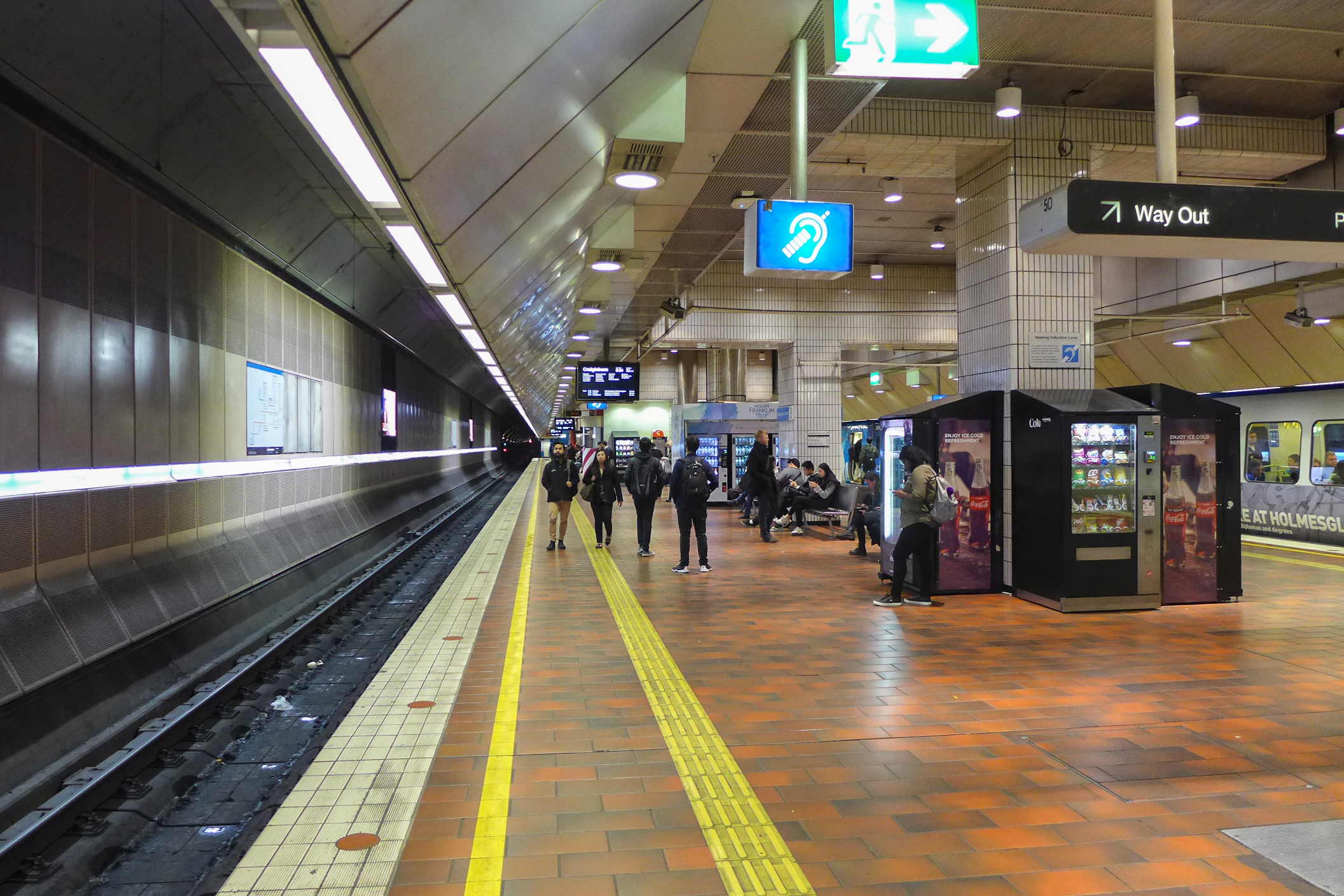
墨爾本中央站的地下月台

- 瑞典斯德哥爾摩城市鐵路：斯德哥爾摩城市、奧丁廣場
- 土耳其伊斯坦堡馬爾馬拉鐵路：耶尼卡普、錫爾凱吉、於斯屈達爾
- 澳洲：
  - 珀斯通勤鐵路：珀斯（僅限曼杜拉線及君達樂線）、伊利沙伯碼頭、紅崖、機場中央
  - 悉尼列車：北悉尼、溫亞、市政廳、萊德芬（僅限東郊線）、雪梨中央（僅限東郊線）、馬丁廣場、國王十字、崖勤獵、邦迪交界
  - 墨爾本城市鐵路城市環線：旗杆、墨爾本中央、議會
- 紐西蘭奧克蘭：布里托瑪特